# Napoleon (film fra 2023)
 For alternative betydninger, se Napoleon (flertydig). (Se også artikler, som begynder med Napoleon)
Napoleon er en amerikansk film fra 2023 af Ridley Scott.

## Medvirkende
- Joaquin Phoenix som Napoleon Bonaparte
- Vanessa Kirby som Empress Joséphine
- Tahar Rahim som Paul Barras
- Ben Miles som Caulaincourt
- Ludivine Sagnier som Theresa Cabarrus, Madame Tallien
- Matthew Needham som Lucien Bonaparte
- Youssef Kerkour som Marshal Davout